# Cerro Corá, Misiones
Cerro Corá är en ort i Argentina.   Den ligger i provinsen Misiones, i den nordöstra delen av landet, 800 km norr om huvudstaden Buenos Aires. Cerro Corá ligger 161 meter över havet och antalet invånare är 1 153.
Terrängen runt Cerro Corá är platt norrut, men söderut är den kuperad. Terrängen runt Cerro Corá sluttar västerut. Närmaste större samhälle är Candelaria, 14,7 km väster om Cerro Corá.
I omgivningarna runt Cerro Corá växer i huvudsak städsegrön lövskog. Runt Cerro Corá är det ganska glesbefolkat, med 38 invånare per kvadratkilometer.